# Tim O'Connor (skådespelare)
Timothy Joseph "Tim" O'Connor, född 3 juli 1927 i Chicago, Illinois, död 5 april 2018 i Nevada City, Kalifornien, var en amerikansk skådespelare.

## Rollista i urval
- 1963–1964 – Jagad (TV-serie) (3 avsnitt)
- 1964, 1972 – Krutrök (TV-serie) (3 avsnitt)
- 1972 – Attentatet
- 1972 – Wild in the Sky
- 1973 – Sssssss
- 1974 – Banacek (TV-serie) (3 avsnitt)
- 1978 – Bilstaden (miniserie)
- 1979–1980 – Rymdhjälten Buck Rogers (TV-serie) (21 avsnitt)
- 1982 – Dynastin (TV-serie) (5 avsnitt)
- 1983 – Matt Houston (TV-serie) (1 avsnitt)
- 1991 – Den nakna pistolen 2½: Doften av rädsla
- 1992 – Star Trek: The Next Generation (TV-serie) (1 avsnitt)
- 1995 – Walker, Texas Ranger (TV-serie) (1 avsnitt)